# Nuraghe Pauli
Il Nuraghe Pauli è un nuraghe che si trova nel comune di Seulo. È un nuraghe monotorre costruito in scisto locale. La camera è marginata da una nicchia e un corridoio a gomito. Datazione 1600-1000 a C.